# La Cotorra
La Cotorra es un pequeño paraje del partido de Pehuajó, Provincia de Buenos Aires, Argentina.

## Ubicación
Se ubica a 52 km al sudoeste de la ciudad de Pehuajó, y a 13 km de capitán Castro y a 25 km de Juan José Paso. Se accede desde un camino rural que se desprende de la Ruta Nacional 5.

## Población
La población creció en terrenos circundantes a la otrora estación del Ferrocarril Rosario a Puerto Belgrano. Sufrió el despoblamiento al cesar los servicios ferroviarios.
Durante los censos nacionales del INDEC de 2001 y 2010 fue considerada como población rural dispersa.